# Convenția de la Viena privind traficul rutier
Convenția privind traficul rutier, cunoscută în mod obișnuit drept Convenția de la Viena privind traficul rutier, este un tratat internațional menit să faciliteze traficul rutier internațional și să crească siguranța rutieră prin stabilirea normelor de trafic standard între părțile contractante. Convenția a fost convenită în cadrul Conferinței Consiliului Economic și Social al Națiunilor Unite privind traficul rutier (7 octombrie - 8 noiembrie 1968) și încheiată la Viena la 8 noiembrie 1968. A intrat în vigoare la 21 mai 1977. Convenția a fost ratificată până la 78 țări, dar cei care nu au ratificat convenția pot fi în continuare părți la Convenția din 1949 privind traficul rutier. Această conferință a produs și Convenția privind indicatoarele și semnalele rutiere.

## Legături externe
- Ratifications (list of countries)
- Vienna Convention on Road Traffic (Consolidated version).
- Distinguishing signs used on vehicles in international traffic (status as at 15 February 2007)
- Official text in several languages (version 1977)